# 3Steps
A 3Steps német művésztársaság. Tagjai Kai H. Krieger, Joachim Pitt és Uwe H. Krieger

## Kiállítások

### Válogatott kiállítások
- 2014: Ahead! a studio show, Milvus Galéria, Gießen (egyéni)
- 2014: Goethes Werther, Wetzlari Múzeum
- 2014: Stadtbotanik, Galerie am Bahndamm, Gießen
- 2013: East vs. West Coast Galerie S., Aachen
- 2013: East vs. West Coast, Milvus Galéria, Gießen (egyéni)
- 2013: Einer von uns. August Bebel und Wetzlar, Wetzlari Múzeum
- 2010: 100 Künstler | 100 artists, Museum Zinkhütter Hof, Stolberg Aachen
- 2010: Style needs no color, Pretty Portal, Düsseldorf
- 2010: Style needs no color, Stroke 2 Art Fair, München
- 2010: Style needs no color, Bloom Art.Fair 21, Köln

### Válogatott utcai művészeti fesztiválok
- 2014: River Tales | Event of Urban Art, Gie$en
- 2012: Can!t graffiti festival, Antwerpen
- 2012: Urban Device, Grosseto
- 2012: River Tales | Event of Urban Art, Gießen-Wetzlar
- 2011: Can!t graffiti festival 2011, Antwerpen
- 2011: IBUg 2011 – Urban Culture Festival, Meerane
- 2009: International Meeting of Styles – State of mind, London
- 2009: Can!t graffiti festival 2009, Antwerpen
- 2009: Beyond Materialism, Saloniki Greece
- 2008: Urban Code, Venice
- 2007: International Meeting of Styles – Big Dreamers, New York City
- 2007: Brighton Hip Hop Festival – Freedom, Brighton UK
- 2006: Optical Confusion – Meeting of Mural Art, Wetzlar